# デビルとマックス/悪魔が天使?
『デビルとマックス/悪魔が天使?』（The Devil and Max Devlin）は1981年のアメリカ合衆国のファンタジーコメディ映画。ウォルト・ディズニー・プロダクション製作。出演はエリオット・グールドなど。
この映画は、暗い内容やビル・コスビー演じるキャラクターの描写などが当時のディズニー作品に影響を与え、ディズニーが成人視聴者向けの映画を制作および公開する手段として、タッチストーン・ピクチャーズとハリウッド・ピクチャーズを設立するきっかけとなった映画の1つである。
日本では劇場未公開だが、ソフト発売（バンダイ版）やビデオ・オン・デマンドでの配信が行われている。

## ストーリー
マックス・デブリン（エリオット・グールド）はアパートの管理人。毎日毎日、住人たちの苦情に悩まされ、死にたい気分。そんなある日、彼はバスに轢かれてそのままあの世行きとなる。ところが、天国で幸せになると思いきや、マックスがたどり着いた所は地獄であった。しかも、悪魔の手先であるバーニー（ビル・コスビー）が、契約書を片手に取引を持ち掛けた。２か月以内に、罪もなく、純粋な３人の人間《スーパースターの歌手を目指すステラ・サマーズ（ジュリー・バッド）、モトクロスの世界チャンピオンを夢にするネルソン・ナードリンガー（デイビッド・クネル）、未亡人の母親のペニー・ハート（スーザン・アンスパッチ）が再度の幸せを見つけてほしいと願う息子のトビー（アダム・リッチ）》に、この契約書にサインをさせて彼らの魂を売らせることに成功したら、マックスの命は救ってやるというのだ。かくして現実の世界に戻ったマックスは、そのめぼしい相手を探し始めるが・・・。

## キャスト
| 役名           | 俳優                   | 日本語吹替 |
| -------------- | ---------------------- | ---------- |
| マックス       | エリオット・グールド   | 銀河万丈   |
| バーニー       | ビル・コスビー         | 田中信夫   |
| ペニー         | スーザン・アンスパッチ |            |
| トビー         | アダム・リッチ         | 小松直史   |
| ステラ         | ジュリー・バッド       | 井上喜久子 |
| ビッグ・ビリー | ソニー・シュロイヤー   |            |
| ジェリー       | チャック・シャマタ     | 梅津秀行   |
| グレッグ       | ロニー・シェル         |            |
| 悪魔評議会議長 | レジー・ナルダー       | 北村弘一   |

## スタッフ
- 監督：スティーヴン・ヒリヤード・スターン
- 製作：ジェローム・コートランド
- 原案：メアリー・ロジャース、ジミー・サングスター
- 脚本：メアリー・ロジャース
- 撮影：ハワード・シュワルツ
- 作詞：キャロル・ベイヤー・セイガー
- 作曲：マーヴィン・ハムリッシュ
- 音楽：バディ・ベイカー